# Lengerich (Rhénanie-du-Nord-Westphalie)
Pour les articles homonymes, voir Lengerich.
Lengerich est une ville de Rhénanie-du-Nord-Westphalie (Allemagne), située dans l'arrondissement de Steinfurt, dans le district de Münster, dans le Landschaftsverband de Westphalie-Lippe.

## Jumelages
- Leegebruch (Allemagne)
- Wapakoneta (États-Unis)
- Warta (Łódź) (Pologne)